# Saint-Martin-le-Vieux
 Saint-Martin-le-Vieux  (en occitano Sent Martin lu Viélh) es una población y comuna francesa, situada en la región de Lemosín, departamento de Alto Vienne, en el distrito de Limoges y cantón de Aixe-sur-Vienne.

## Demografía
| 478 | 429 | 383 | 605 | 719 | 759 | 820 |
| Para los censos de 1962 a 1999 la población legal corresponde a la población sin duplicidades (Fuente: INSEE [Consultar]) |     |     |     |     |     |     |